# Wielersport op de Gemenebestspelen
De wielersport is een van de sporten die worden beoefend op de Gemenebestspelen. De sport was voor het eerst onderdeel bij de tweede editie in 1934 en maakt sindsdien onafgebroken deel uit van de Gemenebestpelen. Het medailleklassement wordt aangevoerd door Australië dat een ruime voorsprong heeft op Engeland en Nieuw-Zeeland.

## Onderdelen
De eerste wegwedstrijd werd verreden bij de derde editie, die plaatsvond in 1938. Bij de editie van 2002 werd mountainbiken toegevoegd aan de kalender en sinds 2014 is para-cycling op de baan onderdeel van deze Spelen.

## Baan
| Onderdeel                       | 34 | 38 | 50 | 54 | 58 | 62 | 66 | 70 | 74 | 78 | 82 | 86 | 90 | 94 | 98 | 02 | 06 | 10 | 14 | 18 | 22 | Totaal |
| ------------------------------- | -- | -- | -- | -- | -- | -- | -- | -- | -- | -- | -- | -- | -- | -- | -- | -- | -- | -- | -- | -- | -- | ------ |
| Tegenwoordig op de agenda       |    |    |    |    |    |    |    |    |    |    |    |    |    |    |    |    |    |    |    |    |    |        |
| Tijdrit, 1000m (m)              | X  | X  | X  | X  | X  | X  | X  | X  | X  | X  | X  | X  | X  | X  | X  | X  | X  | X  | X  | X  | X  | 21     |
| Achtervolging, 4000m (m)        |    |    | X  | X  | X  | X  | X  | X  | X  | X  | X  | X  | X  | X  | X  | X  | X  | X  | X  | X  | X  | 19     |
| Ploegenachtervolging, 4000m (m) |    |    |    |    |    |    |    |    | X  | X  | X  | X  | X  | X  | X  | X  | X  | X  | X  | X  | X  | 13     |
| Keirin (m)                      |    |    |    |    |    |    |    |    |    |    |    |    |    |    |    |    | X  | X  | X  | X  | X  | 5      |
| Puntenkoers (m)                 |    |    |    |    |    |    |    |    |    |    |    |    | X  | X  | X  | X  | X  | X  | X  | X  | X  | 9      |
| Scratch (m)                     | X  | X  | X  | X  | X  | X  | X  | X  | X  | X  | X  | X  | X  | X  | X  | X  | X  | X  | X  | X  | X  | 21     |
| Sprint (m)                      | X  | X  | X  | X  | X  | X  | X  | X  | X  | X  | X  | X  | X  | X  | X  | X  | X  | X  | X  | X  | X  | 21     |
| Teamsprint (m)                  |    |    |    |    |    |    |    |    |    |    |    |    |    |    |    | X  | X  | X  | X  | X  | X  | 6      |
| Tijdrit, 500m (v)               |    |    |    |    |    |    |    |    |    |    |    |    |    |    |    | X  | X  | X  | X  | X  | X  | 6      |
| Achtervolging, 3000m (m)        |    |    |    |    |    |    |    |    |    |    |    |    | X  | X  | X  | X  | X  | X  | X  | X  | X  | 9      |
| Ploegenachtervolging, 4000m (v) |    |    |    |    |    |    |    |    |    |    |    |    |    |    |    |    |    |    |    | X  | X  | 2      |
| Keirin (v)                      |    |    |    |    |    |    |    |    |    |    |    |    |    |    |    |    |    |    |    | X  | X  | 2      |
| Puntenkoers (v)                 |    |    |    |    |    |    |    |    |    |    |    |    |    | X  | X  | X  | X  | X  | X  | X  | X  | 8      |
| Scratch (v)                     |    |    |    |    |    |    |    |    |    |    |    |    |    |    |    |    |    | X  | X  | X  | X  | 4      |
| Sprint (v)                      |    |    |    |    |    |    |    |    |    |    |    |    | X  | X  | X  | X  | X  | X  | X  | X  | X  | 9      |
| Teamsprint (v)                  |    |    |    |    |    |    |    |    |    |    |    |    |    |    |    |    |    | X  |    | X  | X  | 3      |
| Voormalig                       |    |    |    |    |    |    |    |    |    |    |    |    |    |    |    |    |    |    |    |    |    |        |
| Tandem (m)                      |    |    |    |    |    |    |    | X  | X  | X  |    |    |    |    |    |    |    |    |    |    |    | 3      |
| Totaal                          | 3  | 3  | 4  | 4  | 4  | 4  | 4  | 5  | 6  | 6  | 5  | 5  | 8  | 9  | 9  | 11 | 12 | 14 | 13 | 16 | 16 |        |

### Weg
| Onderdeel                 | 38 | 50 | 54 | 58 | 62 | 66 | 70 | 74 | 78 | 82 | 86 | 90 | 94 | 98 | 02 | 06 | 10 | 14 | 18 | 22 | Totaal |
| ------------------------- | -- | -- | -- | -- | -- | -- | -- | -- | -- | -- | -- | -- | -- | -- | -- | -- | -- | -- | -- | -- | ------ |
| Tegenwoordig op de agenda |    |    |    |    |    |    |    |    |    |    |    |    |    |    |    |    |    |    |    |    |        |
| Individuele tijdrit (m)   |    |    |    |    |    |    |    |    |    |    |    |    |    | X  | X  | X  | X  | X  | X  | X  | 7      |
| Wegwedstrijd (m)          | X  | X  | X  | X  | X  | X  | X  | X  | X  | X  | X  | X  | X  | X  | X  | X  | X  | X  | X  | X  | 20     |
| Individuele tijdrit (v)   |    |    |    |    |    |    |    |    |    |    |    |    |    | X  | X  | X  | X  | X  | X  | X  | 7      |
| Wegwedstrijd (v)          |    |    |    |    |    |    |    |    |    |    |    | X  | X  | X  | X  | X  | X  | X  | X  | X  | 9      |
| Voormalig                 |    |    |    |    |    |    |    |    |    |    |    |    |    |    |    |    |    |    |    |    |        |
| Ploegentijdrit (m)        |    |    |    |    |    |    |    |    |    | X  | X  | X  | X  |    |    |    |    |    |    |    | 4      |
| Ploegentijdrit (v)        |    |    |    |    |    |    |    |    |    |    |    |    | X  |    |    |    |    |    |    |    | 1      |
| Totaal                    | 1  | 1  | 1  | 1  | 1  | 1  | 1  | 1  | 1  | 2  | 2  | 3  | 4  | 4  | 4  | 4  | 4  | 4  | 4  | 4  |        |

### Mountainbike
| Onderdeel                 | 02 | 06 | 14 | 18 | 22 | Totaal |
| ------------------------- | -- | -- | -- | -- | -- | ------ |
| Tegenwoordig op de agenda |    |    |    |    |    |        |
| Crosscountry (m)          | X  | X  | X  | X  | X  | 5      |
| Crosscountry (v)          | X  | X  | X  | X  | X  | 5      |
| Totaal                    | 2  | 2  | 2  | 2  | 2  |        |

### Para-track
| Onderdeel                    | 14 | 18 | 22 | Totaal |
| ---------------------------- | -- | -- | -- | ------ |
| Tegenwoordig op de agenda    |    |    |    |        |
| Tandem sprint B (m)          | X  | X  | X  | 3      |
| Tandem 1 km time trial B (m) | X  | X  | X  | 3      |
| Tandem sprint B (v)          | X  | X  | X  | 1      |
| Tandem 1 km tijdrit B (v)    | X  | X  | X  | 3      |
| Totaal                       | 4  | 4  | 4  |        |

## Medaillespiegel
In onderstaand overzicht zijn de resultaten opgenomen van alle disciplines en onderdelen. Bijgewerkt tot en met de Gemenebestspelen 2022.
| Plaats | Land               | Goud | Zilver | Brons | Totaal |
| 1      | Australië          | 121  | 73     | 57    | 251    |
| 2      | Engeland           | 36   | 50     | 44    | 130    |
| 3      | Nieuw-Zeeland      | 35   | 52     | 44    | 131    |
| 4      | Canada             | 15   | 19     | 26    | 60     |
| 5      | Schotland          | 10   | 15     | 14    | 39     |
| 6      | Wales              | 5    | 8      | 16    | 29     |
| 7      | Trinidad en Tobago | 3    | 2      | 4     | 9      |
| 8      | Zuid-Afrika        | 2    | 3      | 11    | 16     |
| 9      | Man                | 2    | 1      | 2     | 5      |
| 10     | Maleisië           | 1    | 2      | 3     | 6      |
| 11     | Noord-Ierland      | 0    | 1      | 3     | 4      |
| 12     | Jamaica            | 0    | 1      | 1     | 2      |
| 13     | Barbados           | 0    | 0      | 1     | 1      |
| 13     | Namibië            | 0    | 0      | 1     | 1      |

1934 · 1938 · 1950 · 1954 · 1958 · 1962 · 1966 · 1970 · 1974 · 1978 · 1982 · 1986 · 1990 · 1994 · 1998 · 2002 · 2006 (baan - weg) · 2010 · 2014 · 2018 · 2022 · 2026
Atletiek · Badminton · Basketbal · Boksen · Boogschieten · Bowls · Cricket · Gewichtheffen · Gymnastiek · Hockey · Judo · Netball · Roeien · Rugby sevens · Schermen · Schietsport · Schoonspringen · Squash · Synchroonzwemmen · Tafeltennis · Tennis · Triatlon · Wielersport · Worstelen · Zwemmen